# Pablo Forlán
Pablo Justo Forlán Lamarque (né le 14 juillet 1945 à Soriano en Uruguay) est un ancien joueur et entraîneur de football uruguayen.
Il est le père de l'international uruguayen Diego Forlán et de l'actrice Ramona Forlán.

## Biographie

### Joueur
Surnommé El Boniato, sa mère était originaire d'Uruguay et d'Espagne. Pablo Forlán commence tout d'abord par jouer dans le club uruguayen du CA Peñarol (1963-1970), au Brésil à São Paulo FC (1970-1976), au Cruzeiro Esporte Clube (1977). Il retourne en Uruguay au Nacional de Montevideo (1978) et au Defensor Sporting (1979-1984). 
Durant sa carrière, il gagne le championnat uruguayen (1964, 1965, 1967, 1968, 1978, 1980, 1982), la Copa Libertadores (1966), la Coupe intercontinentale (1966) et le championnat Pauliste (1970, 1971, 1975).
Au niveau international, Pablo Forlán participe avec l'équipe d'Uruguay aux mundials de 1966 et 1974.

### Entraîneur
Il entraîne ensuite différents clubs :
- en 1986, le Defensor Sporting ;
- en 1987, le Central Español Fútbol Club
- En 1989, l'Al Watani en Arabie saoudite ;
- en 1990, le FC de Sao Polo.